# Pamirina
Pamirina es un género de foraminífero bentónico de la subfamilia Staffellinae, de la familia Staffellidae, de la superfamilia Fusulinoidea, del suborden Fusulinina y del orden Fusulinida. Su especie tipo es Pamirina darvasica. Su rango cronoestratigráfico abarca desde el Sakmariense hasta el Artinskiense (Pérmico inferior).

## Discusión
Clasificaciones más recientes incluyen Pamirina en la superfamilia Staffelloidea, y en la subclase Fusulinana de la clase Fusulinata.

## Clasificación
Pamirina incluye a las siguientes especies:
- Pamirina adulta †
- Pamirina augusta †
- Pamirina compactilis †
- Pamirina darvasica †
  - Pamirina darvasica caspiensis †
- Pamirina deminuens †
- Pamirina evoluta †
- Pamirina firma †
- Pamirina fixa †
- Pamirina gracilens †
- Pamirina grandis †
- Pamirina leveni †
- Pamirina minima †
- Pamirina minor †
- Pamirina nazaensis †
- Pamirina orbiculoidea †
- Pamirina paranobilis †
- Pamirina staffellaeformis †
- Pamirina tethydis †
- Pamirina tingutensis †
- Pamirina zhenanensis †

Otras especies consideradas en Pamirina son:
- Pamirina cuboides †, de posición genérica incierta
- Pamirina ergenensis †, de posición genérica incierta
- Pamirina longa †, de posición genérica incierta
- Pamirina transformis †, de posición genérica incierta

En Pamirina se han considerado los siguientes subgéneros:
- Pamirina (Levenella), también considerado como género Levenella
- Pamirina (Levenia), también considerado como género Levenia y sustituido por el nombre Levenella
- Pamirina (Nanpanella), también considerado como género Nanpanella